# Feminist Economics
Feminist Economics (literal, Economistas Feministas) es una revista académica revisada por pares o doble ciego y publicada por Routledge y la Asociación Internacional de Economía Feminista (IAFFE), interesada por la economía feminista.
Según el Journal Citation Reports, la revista tenía en 2015 un factor de impacto de 1.154, colocándose en el puesto 16 de las 40 revistas de la categoría "Estudios de la mujer".

## Historia
La IAFFE fundó la revista en 1995 y puso al frente a Diana Strassmann como su editora fundadora. Economía Feminista fue votada como la "Mejor Revista Nueva" por la Consejo de Editores de Revistas Científicas en 1997.